# Dystynkcje funkcjonariuszy Straży Ochrony Kolei
Dystynkcje funkcjonariuszy Straży Ochrony Kolei – oznaczenia stopni funkcjonariuszy Straży Ochrony Kolei.

## Dystynkcje obowiązujące od 2014
Według Rozporządzenia Ministra Infrastruktury i Rozwoju z dnia 11 września 2014 r. w sprawie określenia umundurowania, legitymacji, dystynkcji i znaków identyfikacyjnych funkcjonariuszy straży ochrony kolei, dystynkcje noszone są na otokach czapek wyjściowych oraz na naramiennikach. Dystynkcje do umundurowania podstawowego i polowego są wykonane haftem mechanicznym w kolorze złotym na pochewkach w kolorze granatowym. Do umundurowania wyjściowego dla stanowisk od zastępcy komendanta posterunku SOK do stanowiska Komendanta Głównego SOK dystynkcje haftowane są na naramiennikach bajorkiem w kolorze złotym. Pozostali funkcjonariusze noszą do umundurowania wyjściowego dystynkcje na pochewkach tak jak do umundurowania podstawowego i polowego.
| dystynkcje na naramiennikach |                         |              |                      |                |                        |
| dystynkcje na czapce         |                         |              |                      |                |                        |
| stanowisko                   | Strażnik-praktykant SOK | Strażnik SOK | Starszy strażnik SOK | Przodownik SOK | Starszy przodownik SOK |

| dystynkcje na naramiennikach |                                             |                    |                      |
| dystynkcje na czapce         |                                             |                    |                      |
| stanowisko                   | Dowódca grupy operacyjno-interwencyjnej SOK | Dyżurny Zmiany SOK | Komendant Zmiany SOK |

| dystynkcje na naramiennikach |                                    |                          |                                  |                                                                                             |
| dystynkcje na czapce         |                                    |                          |                                  |                                                                                             |
| stanowisko                   | Zastępca Komendanta Posterunku SOK | Komendant Posterunku SOK | - Dyspozytor SOK - Inspektor SOK | - Naczelnik Działu w Komendzie Regionalnej SOK - Starszy Dyspozytor w Komendzie Głównej SOK |

| dystynkcje na naramiennikach |                                                                                |                                                                             | |
| dystynkcje na czapce         |                                                                                |                                                                             | |
| stanowisko                   | - Starszy Inspektor w Komendzie Głównej SOK - Naczelnik Działu w Komendzie SOK | - Zastępca Komendanta w Komendzie Regionalnej SOK - Zastępca Komendanta SOK | - Komendant Regionalny SOK - Komendant SOK - Komendant Ośrodka Szkolenia Zawodowego SOK oraz Hodowli i Tresury Psów Służbowych - Naczelnik Wydziału w Komendzie Głównej SOK |

| dystynkcje na naramiennikach |                                                                 |                                                |                      |
| dystynkcje na czapce         |                                                                 |                                                |                      |
| stanowisko                   | Zastępca Komendanta Głównego SOK (ds. ekonomiczno- finansowych) | Zastępca Komendanta Głównego SOK (ds. ochrony) | Komendant Główny SOK |

## Dystynkcje obowiązujące w latach 2006-2014
W roku 2006 w życie weszło rozporządzenie Ministra Transportu, które wprowadziło kilka zmian w umundurowaniu Służby Ochrony Kolei. Tym samym rozporządzeniem wprowadzono kilka nowych stopni, i tym samym uległy zmianie dystynkcje. Wprowadzenie nowych rodzajów mundurów zmieniło, także sposób noszenia dystynkcji. Od roku 2006 oznaki stopni w formie nakładek na naramienniki nosi się do mundurów: podstawowego (polowego), uzupełniającego (specjalnego) i dodatkowego (wyjściowego). Dystynkcje nosi się także na otoku czapek do munduru dodatkowego, jak w latach poprzednich.
Jednostką wykonawczą w SOK był Rejon, zlikwidowany podczas reorganizacji przeprowadzonej w PKP PLK S.A. w 2010, która objęła również Straż Ochrony Kolei. W wyniku reorganizacji zlikwidowano stanowiska komendanta jednostki wykonawczej (Rejonu) oraz zastępcy komendanta jednostki wykonawczej (zastępcy Komendanta Rejonu). Natomiast wprowadzono stanowisko zastępcy komendanta Posterunku, dla którego nie przewidziano odpowiedniej dystynkcji.
| dystynkcja inspektora pochewka na naramiennik |          |                  |            |                    |
| otok czapki okrągłej                          |          |                  |            |                    |
| stanowisko                                    | Strażnik | Starszy strażnik | Przodownik | Starszy przodownik |

| dystynkcja inspektora pochewka na naramiennik |                                             |                                          |                                            |                          |
| otok czapki okrągłej                          |                                             |                                          |                                            |                          |
| stanowisko                                    | Dowódca grupy operacyjno-interwencyjnej SOK | Dyżurny zmiany jednostki wykonawczej SOK | Komendant zmiany jednostki wykonawczej SOK | Komendant Posterunku SOK |

| dystynkcja inspektora pochewka na naramiennik |                                                                              | | |
| otok czapki okrągłej                          |                                                                              | | |
| stanowisko                                    | Dyspozytor SOK, Inspektor SOK, Zastępca komendanta jednostki wykonawczej SOK | Naczelnik działu Komendy Regionalnej/Komendy SOK, Starszy dyspozytor Komendy Głównej SOK, Starszy inspektor Komendy Głównej SOK, Komendant jednostki wykonawczej SOK | Komendant ośrodka szkolenia zawodowego oraz hodowli i tresury psów służbowych SOK, Zastępca komendanta SOK/Komendy Regionalnej SOK |

| dystynkcja inspektora pochewka na naramiennik |                                                                    |                                  |                      |
| otok czapki okrągłej                          |                                                                    |                                  |                      |
| stanowisko                                    | Komendant SOK/Komendy Regionalnej SOK, Naczelnik wydziału w KG SOK | Zastępca Komendanta Głównego SOK | Komendant Główny SOK |

## Dystynkcje obowiązujące w latach 2004-2006
W Straży Ochrony Kolei oznaki stopni noszone były w formie pochewek na naramiennikach mundurów podstawowych (polowe) i dodatkowych (wyjściowe). Ponadto dystynkcje umieszczano na otoku czapki okrągłej do umundurowania dodatkowego.
| dystynkcja inspektora pochewka na naramiennik |                                                        |                               |                  |            |                    |
| otok czapki okrągłej                          |                                                        |                               |                  |            |                    |
| stanowisko                                    | Strażnik-praktykant (w okresie służby przygotowawczej) | Strażnik (po zdaniu egzaminu) | Starszy strażnik | Przodownik | Starszy przodownik |

| dystynkcja inspektora pochewka na naramiennik |                                                                                       |                                            |                                               |                                                                    | |
| otok czapki okrągłej                          |                                                                                       |                                            |                                               |                                                                    | |
| stanowisko                                    | Dyżurny zmiany jednostki wykonawczej SOK, Dowódca grupy operacyjno-interwencyjnej SOK | Komendant zmiany jednostki wykonawczej SOK | Zastępca komendanta jednostki wykonawczej SOK | Dyspozytor SOK, Inspektor SOK, Komendant jednostki wykonawczej SOK | Naczelnik działu ds operacyjno-dyspozytorskich Komendy Regionalnej/Komendy SOK, Starszy dyspozytor Komendy Głównej SOK, Starszy inspektor Komendy Głównej SOK |

| dystynkcja inspektora pochewka na naramiennik | |                                                                         |                      |
| otok czapki okrągłej                          | |                                                                         |                      |
| stanowisko                                    | Naczelnik działu ds operacyjno-dyspozytorskich KG SOK, Zastępca komendanta SOK/Komendy Regionalnej SOK | Zastępca Komendanta Głównego SOK, Komendant SOK/Komendy Regionalnej SOK | Komendant Główny SOK |

## Dystynkcje obowiązujące w latach 1998-2004
| dystynkcje na naramiennikach |              |                      |                                                   |                        |
| stanowisko                   | Strażnik SOK | Starszy strażnik SOK | - Komendant zmiany SOK - Komendant posterunku SOK | Komendant placówki SOK |

| dystynkcje na naramiennikach |                                             |                                                                      |                                                                                              |
| stanowisko                   | Zastępca komendanta oddziału rejonowego SOK | - Komendant oddziału rejonowego SOK - Dyspozytor SOK - Inspektor SOK | - Naczelnik działu w oddziale okręgowym SOK - Starszy dyspozytor SOK - Starszy inspektor SOK |

| dystynkcje na naramiennikach |                                                                        |                                   |               |
| stanowisko                   | - Zastępca komendanta oddziału okręgowego SOK - Naczelnik wydziału SOK | Komendant oddziału okręgowego SOK | Komendant SOK |

## Dystynkcje obowiązujące w latach 1995-1998
| dystynkcje na naramiennikach |              |                      |                |                        |
| stanowisko                   | Strażnik SOK | Starszy strażnik SOK | Przodownik SOK | Starszy przodownik SOK |

| dystynkcje na naramiennikach |                      |                        |                |
| stanowisko                   | Komendant zmiany SOK | Komendant placówki SOK | Instruktor SOK |

| dystynkcje na naramiennikach |                                    | |                                                  |                      |
| stanowisko                   | Zastępca komendanta rejonowego SOK | - Komendant rejonowy SOK - Komendant Ośrodka Szkolenia Zawodowego SOK oraz Hodowli i Tresury Psów Służbowych - Inspektor SOK | - Komendant okręgowy SOK - Starszy inspektor SOK | Komendant główny SOK |

## Dystynkcje obowiązujące w latach 1992-1995
| dystynkcje na naramiennikach |              |                      |                |                        |
| stanowisko                   | Strażnik SOK | Starszy strażnik SOK | Przodownik SOK | Starszy przodownik SOK |

| dystynkcje na naramiennikach |                      |                                  |                        |                                                        |
| stanowisko                   | Komendant zmiany SOK | Zastępca komendanta wartowni SOK | Komendant wartowni SOK | - Instruktor SOK - Komendant oddziału operacyjnego SOK |

| dystynkcje na naramiennikach | | |                                                                                     |                      |
| stanowisko                   | - Zastępca komendanta rejonowego SOK ds. wychowawczo- szkoleniowych - Zastępca komendanta Ośrodka Szkolenia Zawodowego SOK oraz Hodowli i Tresury Psów Służbowych | - Komendant rejonowy SOK - Zastępca komendanta okręgowego SOK ds. wychowawczo- szkoleniowych - Komendant Ośrodka Szkolenia Zawodowego SOK oraz Hodowli i Tresury Psów Służbowych - Inspektor SOK | - Komendant okręgowy SOK - Zastępca komendanta głównego SOK - Starszy inspektor SOK | Komendant główny SOK |

## Dystynkcje obowiązujące w latach 1975-1992
| dystynkcje na naramiennikach |              |                      |                |                        |
| stanowisko                   | Strażnik SOK | Starszy strażnik SOK | Przodownik SOK | Starszy przodownik SOK |

| dystynkcje na naramiennikach |                      |                                 |                                |                                        |
| stanowisko                   | Komendant zmiany SOK | Komendant wartowni SOK II klasy | Komendant wartowni SOK I klasy | Instruktor w komendzie oddziałowej SOK |

| dystynkcje na naramiennikach | |               |                                                                                     |                      |
| stanowisko                   | - Komendant oddziałowy SOK - Komendant Ośrodka Hodowli i Tresury Psów Służbowych SOK - Instruktor w komendzie okręgowej SOK | Inspektor SOK | - Komendant okręgowy SOK - Zastępca komendanta głównego SOK - Starszy inspektor SOK | Komendant główny SOK |